# Happy with What You Have to Be Happy With
Singles de King Crimson
Level Five (EP)
(2001)
Happy with What You Have to Be Happy With est un EP du groupe King Crimson paru en 2002. Il constitue une sorte d'introduction à l'album The Power to Believe, sorti l'année suivante.
Les chansons présentes sur cet EP sont différentes de celles de l'album. Entre cette version de Happy with What You Have to Be Happy With et celle présente sur l'album, un passage en chœur a été supprimé. De même, la version de Eyes Wide Open présente sur l'EP est une version acoustique.

## Titres
1. Bude (Belew) 0:23
2. Happy with What You Have to Be Happy With (Belew, Fripp, Gunn, Mastelotto) 4:13
3. Mie Gakure (Belew, Fripp) - 1:57
4. She Shudders (Belew) - 0:34
5. Eyes Wide Open (Belew, Fripp, Gunn, Mastelotto) - 4:00
6. Shoganai (Belew) - 2:49
7. I Ran (Belew) - 0:35
8. Potato Pie (Belew, Fripp, Gunn, Mastelotto) - 5:03
9. Larks' Tongues in Aspic, Part IV (Belew, Fripp, Gunn, Mastelotto) - 10:23
Incluant
  - I Have A Dream (enregistré en live, le [9?/10?] novembre 2001, au 328 Performance Hall, Nashville, États-Unis.)
10. Clouds (Belew) - 4:05
Incluant :
  - Einstein's Relatives (hidden track) (Belew, Fripp, Gunn, Mastelotto)

## Musiciens
- Robert Fripp : guitare
- Adrian Belew : guitare, chant
- Trey Gunn : basse, Warr Guitar
- Pat Mastelotto : batterie,  percussions